# Глинки (городской округ Истра)
Глинки — деревня в Лучинском сельском поселении Истринского района Московской области. Население — 10 чел. (2010), в деревне 1 улица, зарегистрировано 2 садовых товарищества.
Находится примерно в 6 км к югу от Истры, там же железнодорожная платформа Рижского направления Истра, высота над уровнем моря 157 м. Южнее расположены деревни Буньково, Котерево и Рожново.

## Население
| 2002 | 2006 | 2010 |
| ---- | ---- | ---- |
| 10   | ↘7   | ↗10  |